# Gare de Berlin-Hermsdorf
La gare de Berlin-Hermsdorf est une station du S-Bahn de Berlin sur la ligne du Nord. Elle est située au centre du quartier d'Hermsdorf (arrondissement de Reinickendorf). La gare la plus proche au nord est Frohnau, la gare la plus proche au sud est Waidmannslust .
La gare a un accès aux deux extrémités, chacune sous la forme d'un passage souterrain pour piétons avec des entrées des deux côtés. L'entrée nord-est est l'entrée principale avec le bâtiment d'accueil. Celui-ci est situé sur la Bahnhofplatz, où se trouvent des arrêts de bus, des emplacements pour vélos, un emplacement pour taxis et un parking P&R à proximité immédiate. Un autre parking P&R est aménagé sur l'ancien tracé des voies ferrées longue distance. La sortie nord-ouest mène à Max-Beckmann-Platz, la sortie sud-ouest à Fellbacher Platz. Les deux endroits se trouvent dans la Heinsestraße, la rue commerçante du quartier d'Hermsdorf. Le passage souterrain pour piétons sud se jette dans la Glienicker Straße à l'est. Deux ascenseurs dans le tunnel piétonnier nord permettent un accès sans obstacle à la plateforme.

## Histoire
La gare est ouverte le 10 juillet 1877 sous le nom de Hermsdorf (Mark) comme arrêt sur le chemin de fer du Nord. Au départ, seuls les trains longue distance circulent sur l'itinéraire à voie unique. Le 1er octobre 1891, la section Berlin-Oranienbourg, où se trouve Hermsdorf, est inclus dans le champ d'application du tarif de banlieue berlinois. La même année, le tronçon en question est doté d'une deuxième voie. Des trains longue distance individuels continuent à s'arrêter à Hermsdorf après 1891. L'occupation croissante de l'itinéraire par des trains de banlieue plus lents s'avère être un obstacle à long terme à l'exploitation conjointe des trains longue distance, de marchandises et de banlieue. Étant donné que la plupart des trains de banlieue terminent à Hermsdorf, la décision est prise en 1908 d'étendre le chemin de fer du Nord à quatre voies jusqu'à Hermsdorf. Des opérations mixtes sont encore prévues entre Hermsdorf et Oranienbourg. La même année débutent les travaux, qui consistent à surélever le tracé pour supprimer les passages à niveau. À partir de 1910, la nouvelle paire de voies suburbaines à l'ouest des voies longue distance et marchandises peut être utilisée, et à partir de 26 avril 1912, quatre voies sont disponibles entre Schönholz-Reinickendorf et Hermsdorf. À Hermsdorf, les travaux durent jusqu'au 25 avril 1913. Comme la gare d'Hermsdorf doit être déplacée plus au nord afin de mieux desservir la zone de villas, il faut d'abord continuer à utiliser l'ancien quai.

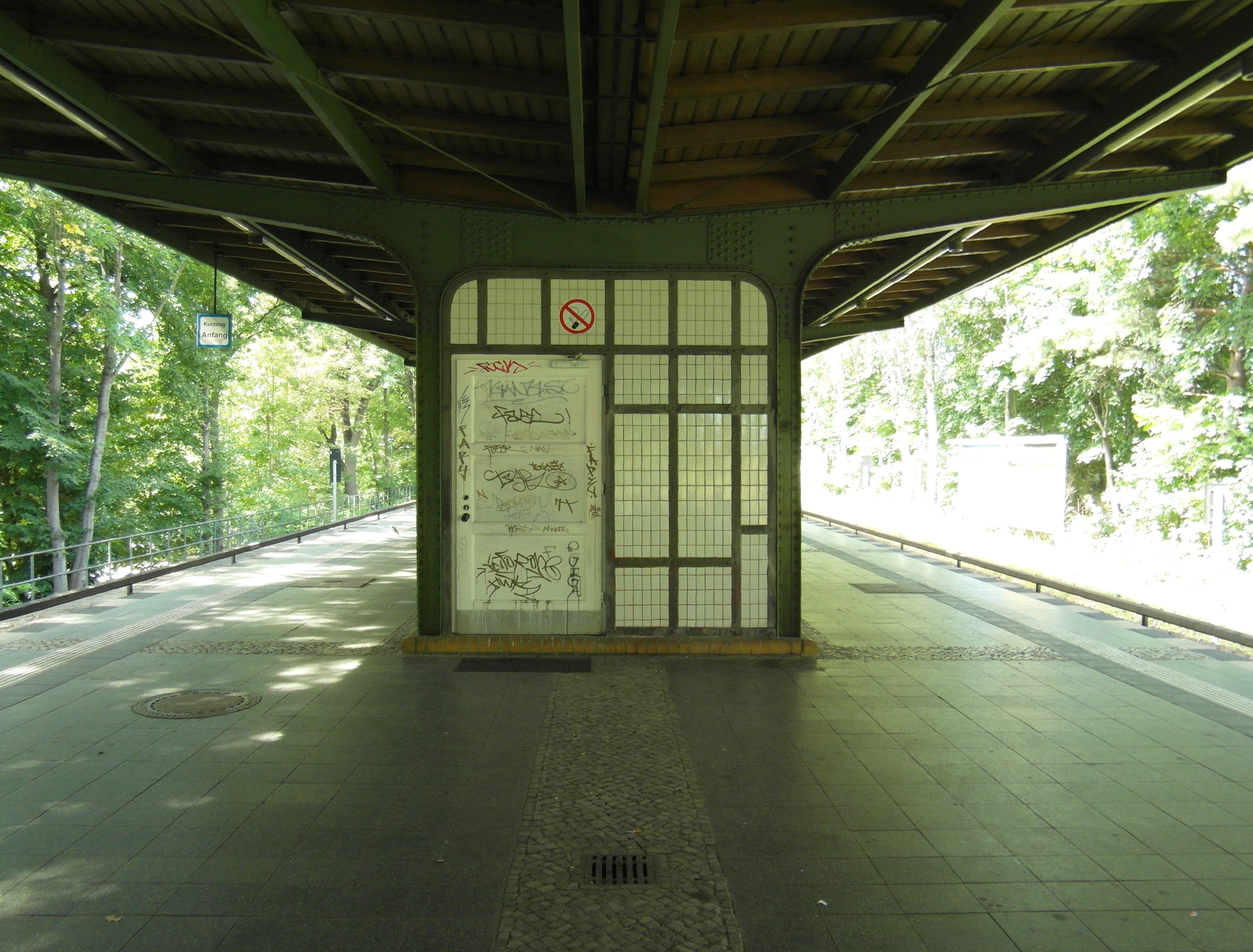
La plate-forme (anciennement ouest) tournée vers Frohnau, 2012

Une fois achevée, la gare dispose de deux quais centraux pour le trafic suburbain et d'un système de balayage à trois voies relié au nord pour les trains intermittents. Les voies destinées au trafic de marchandises local sont construites à l'Est. Pendant la construction, le comité des transports demande que les voies de banlieue soient poursuivies jusqu'à Oranienbourg, et cela se poursuit jusqu'à l'été 1912, d'abord jusqu'à Frohnau, où une autre colonie de villas est construite,.
En 1918, le gouvernement prussien décide d'électrifier les trois lignes nord de Berlin-Stettin, Kremmen et du Nord – cette dernière à Hermsdorf. Dans un premier temps, la préférence est donnée au fonctionnement en courant alternatif via des lignes aériennes. En 1922, cependant, l'État libre se prononce en faveur du fonctionnement en courant continu via des jeux de barres latéraux. Après que le chemin de fer de Stettin ait commencé à fonctionner à l'électricité - l'actuel S-Bahn - le 8 août 1924, le chemin de fer du Nord suit sur le tronçon Gesundbrunnen-Hermsdorf-Birkenwerder (de) le 5 juin 1925. Le morceau restant à Oranienbourg suit le 6 octobre de la même année. Étant donné que les trains de banlieue circulent comme prévu au moins jusqu'à Birkenwerder, le deuxième quai à Hermsdorf n'est plus nécessaire. Il est démoli en 1934, mais le système de balayage reste en place. Depuis l'ouverture des limites de la ville de Berlin le 1er octobre 1920, à la suite de la loi sur le Grand Berlin, la zone est étendue au-delà de Frohnau et, en 1937/1938, elle est rebaptisée Berlin-Hermsdorf, qui est toujours valable aujourd'hui.
Dans les années 1940, il est prévu de construire l'un des premiers postes de signalisation allemands pour la gare d'Hermsdorf. Le poste de signalisation développé par la société Pintsch en collaboration avec la Reichsbahn est destiné à remplacer l'ancienne technologie de sécurité mécanique et à permettre une sécurité purement électrique des systèmes à l'aide de relais K44. Un poste de signalisation VES (de) similaire est prévu au même moment pour la gare de Birkenwerder (de). Les postes de signalisation ne sont jamais mis en service et il n'existe aucune information sur l'avancement exact des travaux.
En juin 1945, la section Wilhelmsruh-Birkenwerder est réduite à une voie pour le trafic longue distance et le S-Bahn. Puisqu'il n'y a aucune alternative disponible le long du trajet, les trains ne peuvent initialement circuler que toutes les heures. Ce n'est qu'en 1948 que la fréquence peut être augmentée à 20 avec deux voies de croisement supplémentaires à Waidmannslust et Hohen Neuendorf, en plus de l'alternative existante à Frohnau. Les minutes peuvent être compressées. Le 18 mai 1952, la Deutsche Reichsbahn arrête le trafic longue distance sur le chemin de fer du Nord à Berlin-Ouest. Après 1946, le poste de signalisation Hst entre en service au Südkopf,. Entre 1962 et 1967, le Rbd Berlin (de) met les postes de signalisation hors service et dégrade le point de fonctionnement en point d'arrêt. Le système de balayage à deux voies est reconstruit et démantelé en 1982
Avec la construction du mur de Berlin le 13 août 1961, les trains S-Bahn s'arrêtent à Frohnau. Malgré la diminution du nombre de passagers à la suite du boycott de la S-Bahn (de) qui commence peu de temps après, l'exploitation du chemin de fer du Nord est maintenue et se poursuit après la grève de la Reichsbahn en 1980. Avec la reprise des droits d'exploitation du S-Bahn par la Berliner Verkehrsbetriebe (BVG) le 9 janvier 1984, la ligne est fermée en ; À cette époque, la LPP n'a aucune idée de restructuration. En raison des protestations de la population locale, la remise en service à court terme a lieu en le 1er octobre 1984. À partir de la fin de 1985, la rénovation attendue a lieu avec la ligne partiellement fermée. Le 22 décembre 1986, le dernier tronçon de Wittenau via Hermsdorf jusqu'à Frohnau est mis en service sur deux voies. Lors de la remise en service, un petit boîtier de signalisation à relais entre en service, faisant de Hermsdorf un point de blocage en direction de Waidmannslust,. La gare de marchandises reste hors service une fois les travaux terminés.
Après la réunification allemande, le trafic du S-Bahn traversant les limites de la ville de Berlin jusqu'à Oranienbourg est repris le 31 mai 1992. En octobre 2011, la section de Schönholz-Frohnau est connecté au poste de signalisation électronique de Waidmannslust et le poste de signalisation Hf mis hors service. Avec l'activation de l'eStw, la commande des trains passe également du verrouillage mécanique du déplacement au ZBS (de),. Depuis décembre 2014 , la répartition des trains est effectuée par le conducteur à l'aide d'un moniteur de cabine de conduite (ZAT-FM), auparavant, la gare est tenue par un superviseur local.

## Autres installations

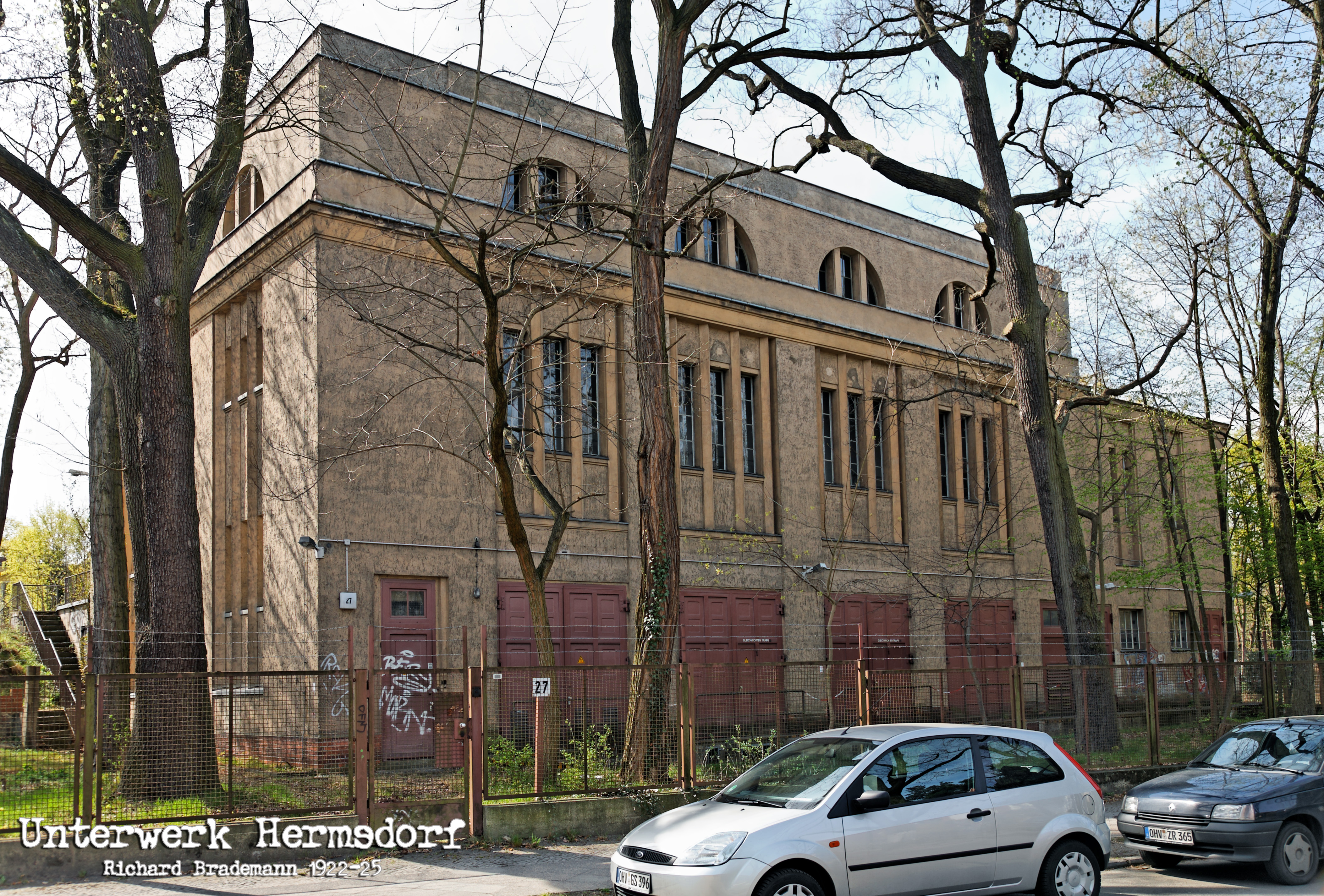
Usine de conversion, 2007

Au nord de la gare se trouve l'ancienne usine de conversion d'Hermsdorf. Le bâtiment classé est conçu par Richard Brademann (de) et construit entre 1922 et 1925. Immédiatement au sud, le bâtiment informatique de commande du poste de signalisation électronique de Waidmannslust est construit en 2011. À l'Est de la Gleistrasse se trouve le site de l'ancien chantier de marchandises d'Hermsdorf. Celui-ci n'est plus opérationnel aujourd'hui et est en grande partie résolu. En 2018-2019, une maison de retraite et de soins est construite sur une partie de la zone située le long de l'Ulmenstrasse. Depuis la plateforme fermée en 1933 B, à l'Est de la plateforme actuelle, les escaliers sont encore conservés. La sortie nord sert désormais d'accès au parking P&R.

## Connexions
À côté des lignes de S-Bahn S1 et S85 arrêtent les lignes de bus 326 et N25 de la LPP ainsi que les lignes 806 et 809 de la société de transport de la Haute-Havel (de) sur le parvis de la gare.